# Mimosella gracilis
Mimosella gracilis is een mosdiertjessoort uit de familie van de Mimosellidae. De wetenschappelijke naam van de soort is voor het eerst geldig gepubliceerd in 1851 door Hincks.